# Phitopis
Phialanthus es un género con dos especies de plantas con flores perteneciente a la familia de las rubiáceas. 
Es nativo del Perú.

## Especies
- Phitopis multiflora Hook.f. (1871).
- Phitopis sterculioides Standl. (1931).